# Portugal Cove–St. Philip's
Portugal Cove-St. Philip's é uma comunidade rural na costa da baía de Conception, na Península de Avalon oriental da Terra Nova na província de Terra Nova e Labrador, Canadá. Apenas a 10–15 minutos da capital provincial e com 56,43 km², é um dos maiores municípios da província. Faz fronteira com a Cidade de St. John's (capital provincial) a leste e com a Cidade de Paradise a oeste.
A população da cidade é razoavelmente jovem, com uma média de idades à volta dos 33,2 anos. A maioria trabalha fora da comunidade, deslocando-se a St. John's ou Mount Pearl diariamente.
O lema da cidade é: Where the Sun Meets the Sea, em português: "Onde o Sol Encontra o Mar".

## História
Portugal Cove-St. Philip's é uma das mais antigas povoações do novo mundo. Supõe-se que teria sido fundada no século XVI, quando Gaspar Corte-Real, Mestre de uma embarcação de pesca, chegou às margens da região, para enterrar dois pescadores que haviam falecido na viagem desde Lisboa. Acredita-se então que desde essa data estes pescadores fundaram uma nova localidade, para servir de abrigo e apoio à pesca e secagem do Bacalhau que depois seria enviado para Portugal. 
Em 1696, os franceses atacaram e destruíram esta povoação e só mais tarde por volta de 1750 teriam chegado os primeiros colonos britânicos, que acabaram por se tornar maioria da população desta comunidade. No entanto, a história e cultura portuguesa prevalece no nome e na religião, onde atualmente a maioria da população afirma ser Católica Romana.